# Omothymus violaceopes
Omothymus violaceopes é uma espécie de aranha pertencente à família Theraphosidae. É encontrada na Malásia e em Singapura.

## Taxonomia
A Omothymus violaceopes foi descrita pela primeira vez por H. C. Abraham em 1924, sob o nome de Lampropelma violaceopedes. Entretanto, descritores específicos sob o Código Internacional de Nomenclatura Zoológica não podem ser plurais, portanto, violaceopedes foi corrigido para violaceopedes. Em agosto de 2019, a espécie foi transferida para o gênero Omothymus.